# Lista gmin w stanie Chiapas

Lokalizacja stanu Chiapas na mapie Meksyku

Położenie gmin stanu Chiapas oznaczone kodami Meksykańskiego Instytutu Statystycznego

Meksykański stan Chiapas składa się ze 124 gmin (hiszp. municipios).
| INEGI (kod statystyczny) | Nazwa gminy                | Siedziba władz             | Liczba ludności |
| ------------------------ | -------------------------- | -------------------------- | --------------- |
| 001                      | Acacoyagua                 | Acacoyagua                 | 14 653          |
| 002                      | Acala                      | Acala                      | 26 003          |
| 003                      | Acapetahua                 | Acapetahua                 | 24 165          |
| 004                      | Aldama                     | Aldama                     | 4 906           |
| 005                      | Altamirano                 | Altamirano                 | 24 725          |
| 006                      | Amatán                     | Amatán                     | 19 637          |
| 007                      | Amatenango de la Frontera  | Amatenango de la Frontera  | 25 346          |
| 008                      | Amatenango del Valle       | Amatenango del Valle       | 8 506           |
| 009                      | Angel Albino Corzo         | Jaltenango de la Paz       | 28 883          |
| 010                      | Arriaga                    | Arriaga                    | 38 572          |
| 011                      | Bejucal de Ocampo          | Bejucal de Ocampo          | 6 612           |
| 012                      | Bella Vista                | Bella Vista                | 17 553          |
| 013                      | Benemérito de las Américas | Benemérito de las Américas | 15 213          |
| 014                      | Berriozábal                | Berriozábal                | 33 842          |
| 015                      | Bochil                     | Bochil                     | 26 446          |
| 016                      | El Bosque                  | El Bosque                  | 14 932          |
| 017                      | Cacahoatán                 | Cacahoatán                 | 40 975          |
| 018                      | Catazajá                   | Catazajá                   | 15 875          |
| 019                      | Chalchihuitán              | Chalchihuitán              | 13 295          |
| 020                      | Chamula                    | Chamula                    | 67 085          |
| 021                      | Chanal                     | Chanal                     | 9 050           |
| 022                      | Chapultenango              | Chapultenango              | 7 124           |
| 023                      | Chenalhó                   | Chenalhó                   | 31 788          |
| 024                      | Chiapa de Corzo            | Chiapa de Corzo            | 75 552          |
| 025                      | Chiapilla                  | Chiapilla                  | 4 957           |
| 026                      | Chicoasén                  | Chicoasén                  | 5 112           |
| 027                      | Chicomuselo                | Chicomuselo                | 28 260          |
| 028                      | Chilón                     | Chilón                     | 95 907          |
| 029                      | Cintalapa                  | Cintalapa de Figueroa      | 73 668          |
| 030                      | Coapilla                   | Coapilla                   | 7 681           |
| 031                      | Comitán de Domínguez       | Comitán de Domínguez       | 121 263         |
| 032                      | La Concordia               | La Concordia               | 40 189          |
| 033                      | Copainalá                  | Copainalá                  | 20 257          |
| 034                      | Escuintla                  | Escuintla                  | 27 364          |
| 035                      | Francisco León             | Rivera El Viejo Carmen     | 6 454           |
| 036                      | Frontera Comalapa          | Frontera Comalapa          | 57 580          |
| 037                      | Frontera Hidalgo           | Frontera Hidalgo           | 10 902          |
| 038                      | La Grandeza                | La Grandeza                | 6 732           |
| 039                      | Huehuetán                  | Huehuetán                  | 30 450          |
| 040                      | Huixtán                    | Huixtán                    | 19 018          |
| 041                      | Huitiupán                  | Huitiupán                  | 20 087          |
| 042                      | Huixtla                    | Huixtla                    | 47 953          |
| 043                      | La Independencia           | La Independencia           | 36 951          |
| 044                      | Ixhuatán                   | Ixhuatán                   | 8 734           |
| 045                      | Ixtacomitán                | Ixtacomitán                | 9 696           |
| 046                      | Ixtapa                     | Ixtapa                     | 21 705          |
| 047                      | Ixtapangajoya              | Ixtapangajoya              | 4 911           |
| 048                      | Jiquipilas                 | Jiquipilas                 | 35 831          |
| 049                      | Jitotol                    | Jitotol                    | 15 005          |
| 050                      | Juárez                     | Juárez                     | 20 173          |
| 051                      | Larráinzar                 | San Andrés Larráinzar      | 3 145           |
| 052                      | La Libertad                | La Libertad                | 5 286           |
| 053                      | Las Margaritas             | Las Margaritas             | 98 374          |
| 054                      | Las Rosas                  | Las Rosas                  | 24 969          |
| 055                      | Mapastepec                 | Mapastepec                 | 37 945          |
| 056                      | Maravilla Tenejapa         | Maravilla Tenejapa         | 10 906          |
| 057                      | Marqués de Comillas        | Zamora Pico de Oro         | 8 538           |
| 058                      | Mazapa de Madero           | Mazapa de Madero           | 6 845           |
| 059                      | Mazatán                    | Mazatán                    | 24 017          |
| 060                      | Metapa                     | Metapa de Domínguez        | 4 806           |
| 061                      | Mitontic                   | Mitontic                   | 9 042           |
| 062                      | Montecristo de Guerrero    | Montecristo de Guerrero    | 6 511           |
| 063                      | Motozintla                 | Motozintla de Mendoza      | 58 115          |
| 064                      | Nicolás Ruíz               | Nicolás Ruíz               | 3 935           |
| 065                      | Ocosingo                   | Ocosingo                   | 170 280         |
| 066                      | Ocotepec                   | Ocotepec                   | 10 543          |
| 067                      | Ocozocoautla de Espinosa   | Ocozocoautla de Espinosa   | 72 426          |
| 068                      | Ostuacán                   | Ostuacán                   | 16 292          |
| 069                      | Osumacinta                 | Osumacinta                 | 3 440           |
| 070                      | Oxchuc                     | Oxchuc                     | 41 423          |
| 071                      | Palenque                   | Palenque                   | 97 991          |
| 072                      | Pantelhó                   | Pantelhó                   | 19 228          |
| 073                      | Pantepec                   | Pantepec                   | 9 785           |
| 074                      | Pichucalco                 | Pichucalco                 | 29 583          |
| 075                      | Pijijiapan                 | Pijijiapan                 | 46 439          |
| 076                      | El Porvenir                | El Porvenir                | 12 831          |
| 077                      | Pueblo Nuevo Solistahuacán | Pueblo Nuevo Solistahuacán | 87 832          |
| 078                      | Rayón                      | Rayón                      | 7 965           |
| 079                      | Reforma                    | Reforma                    | 34 896          |
| 080                      | Sabanilla                  | Sabanilla                  | 23 695          |
| 081                      | Salto de Agua              | Salto de Agua              | 53 547          |
| 082                      | San Andrés Duraznal        | San Andrés Duraznal        | 3 145           |
| 083                      | San Cristóbal de las Casas | San Cristóbal de las Casas | 166 460         |
| 084                      | San Fernando               | San Fernando               | 29 543          |
| 085                      | San Juan Cancuc            | San Juan Cancuc            | 24 906          |
| 086                      | San Lucas                  | San Lucas                  | 5 918           |
| 087                      | Santiago el Pinar          | Santiago el Pinar          | 2 854           |
| 088                      | Siltepec                   | Siltepec                   | 35 871          |
| 089                      | Simojovel                  | Simojovel de Allende       | 32 451          |
| 090                      | Sitalá                     | Sitalá                     | 10 246          |
| 091                      | Socoltenango               | Socoltenango               | 15 855          |
| 092                      | Solosuchiapa               | Solosuchiapa               | 7 900           |
| 093                      | Soyaló                     | Soyaló                     | 8 852           |
| 094                      | Suchiapa                   | Suchiapa                   | 18 406          |
| 095                      | Suchiate                   | Ciudad Hidalgo             | 32 976          |
| 096                      | Sunuapa                    | Sunuapa                    | 2 088           |
| 097                      | Tapachula                  | Tapachula                  | 282 420         |
| 098                      | Tapalapa                   | Tapalapa                   | 3 928           |
| 099                      | Tapilula                   | Tapilula                   | 9 934           |
| 100                      | Tecpatán                   | Tecpatán                   | 37 543          |
| 101                      | Tenejapa                   | Tenejapa                   | 37 826          |
| 102                      | Teopisca                   | Teopisca                   | 32 368          |
| 103                      | Tila                       | Tila                       | 63 162          |
| 104                      | Tonalá                     | Tonalá                     | 78 516          |
| 105                      | Totolapa                   | Totolapa                   | 5 839           |
| 106                      | La Trinitaria              | La Trinitaria              | 60 416          |
| 107                      | Tumbalá                    | Tumbalá                    | 28 884          |
| 108                      | Tuxtla Chico               | Tuxtla Chico               | 34 101          |
| 109                      | Tuxtla Gutiérrez           | Tuxtla Gutiérrez           | 503 320         |
| 110                      | Tuzantán                   | Tuzantán                   | 24 417          |
| 111                      | Tzimol                     | Tzimol                     | 12 757          |
| 112                      | Unión Juárez               | Unión Juárez               | 13 354          |
| 113                      | Venustiano Carranza        | Venustiano Carranza        | 56 833          |
| 114                      | Villa Comaltitlán          | Villa Comaltitlán          | 26 416          |
| 115                      | Villa Corzo                | Villa Corzo                | 67 814          |
| 116                      | Villaflores                | Villaflores                | 93 023          |
| 117                      | Yajalón                    | Yajalón                    | 31 457          |
| 118                      | Zinacantán                 | Zinacantán                 | 31 061          |